# Chigny-les-Roses
Chigny-les-Roses é uma comuna francesa na região administrativa do Grande Leste, no departamento de Marne. Estende-se por uma área de 4.38 km², e possui 550 habitantes, segundo o censo de 2018, com uma densidade de 130 hab/km².